# 오늘 출가합니다
《오늘 출가합니다》는 2023년에 개봉한 대한민국의 영화이다.

## 캐스팅
- 양흥주 : 원성민 역
- 나현준 : 진우 역